# Le Fleuve de feu
Pour le film de Joseph De Grasse, voir Le Fleuve de feu (film).
Le Fleuve de feu est un roman de François Mauriac publié intégralement en avril 1923 aux éditions Grasset.

## Historique
Les prémices et sources de ce troisième roman d'importance de François Mauriac sont liées à une cure qu'il fait au printemps 1919 à l'« Hôtel du Lac » à Argelès-Gazost où il note l'impression que lui font deux jeunes femmes. Il en commence l'écriture en 1922 sous le titre de travail du manuscrit qui fut durant de nombreux mois La Pureté perdue,.
À la suite des nouveaux contacts de Mauriac avec Jacques Rivière afin de se rapprocher du cénacle le plus important de la littérature française, le roman est tout d'abord publié sous forme de feuilletons dans la Nouvelle Revue française les 1er décembre 1922, 1er février et 1er mars 1923 avant d'être édité, comme convenu par contrat, sous sa forme intégrale chez Grasset en avril 1923.

## Résumé
Daniel Trasis, un jeune marchand de voitures originaire des Landes, passe ses vacances dans une pension de famille d'Argelès-Gazost dans les Pyrénées. Un soir lors du repas, son regard rencontre, par un jeu de miroirs de la salle à manger, celui de Gisèle de Plailly, une jeune femme séduisante qui lui inspire un sentiment de grande pureté. Sûr de son charme, dont il use à Paris, il décide de s'approcher de Gisèle chez laquelle il ressent instinctivement l'appel des corps. L'approche lente dure quelques jours, durant lesquels il joue par expérience un jeu alternant désintérêt et discussions franches, liant encore plus sûrement à sa personne Gisèle, qui manifeste de plus en plus clairement son désir. Celle-ci cependant attend pour la fin de semaine une amie, Lucile de Villeron et sa « jeune fille » Marie, dont elle est très proche.
Daniel s'interroge sur cette « amie confidente » dont il comprend vite qu'elle joue le rôle de directeur de conscience auprès de Gisèle. Lucile arrive finalement avec Marie et suscite chez Daniel un sentiment trouble de crainte et de rivalité. La petite Marie, une jeune enfant effacée et triste, n'est visiblement pas la fille naturelle de Lucile. Une lutte secrète et intense s'installe alors entre Daniel et Lucile, qui immédiatement devine et réprouve l'attirance de son amie Gisèle pour le bel homme. Alors que la tentation est de plus en plus forte, Gisèle décide de partir précipitamment de la pension de famille afin de ne pas céder à ses désirs. Daniel réalise alors soudain, à la similitude des rires, que la jeune femme pure qu'il avait cru voir en Gisèle était en réalité la mère génitrice de la petite Marie, et avait probablement connu dans son passé une situation de fille-mère. Furieux et encore plus excité dans son envie de posséder la jeune femme, il est agité de sentiments contraires. Ne pouvant résister au « fleuve de feu » qui l'anime, Gisèle, sous prétexte de donner avant de partir une lettre explicative à Daniel, se retrouve la nuit précédant leur départ dans sa chambre. Ils passent la nuit ensemble. Au petit matin Lucile récupère son amie et tente une fois de plus, lors du voyage de retour en train sur Paris, de la remettre dans ce qu'elle croit être le droit chemin religieux.
Quelques jours passent, et Gisèle attend de Daniel des nouvelles qui ne viennent pas. Désespérée, elle cherche conseil auprès de Lucile, qui, maintenant le cap de sa « mission », tente de lui faire voir que les plus grandes pécheresses trouvent leur salut dans la foi et son intense pratique. Ce à quoi Gisèle s'attèle quotidiennement depuis des années dans son petit village de Louvres, au nord de Paris, où elle vit avec son vieux père. Daniel décide subitement, alors qu'il se trouve pour affaires à la gare du Nord, de prendre le premier train venu pour Louvres et d'éprouver son désir et son souvenir de Gisèle. Il la trouve en prière, pénitente, dans l'église du village, et caché dans l'ombre l'observe, espérant secrètement qu'elle le remarque dans l'obscurité. S'en remettant une ultime fois au sort, il décide de s'en aller si après trois minutes Gisèle ne le découvre pas. Le temps écoulé, il sort silencieusement de l'église, espérant de tout son être qu'elle ne le voie pas, et se signe.

## Éditions
- Le Fleuve de feu, éditions Grasset, 1923.